# Scarus
Scarus è un genere di pesci ossei marini appartenente alla famiglia Scaridae.

## Distribuzione e habitat
Si incontrano quasi esclusivamente in ambienti di barriera corallina, sia nell'Indo-Pacifico che nell'oceano Atlantico nelle fasce tropicali.

## Specie
- Scarus altipinnis
- Scarus arabicus
- Scarus caudofasciatus
- Scarus chameleon
- Scarus chinensis
- Scarus coelestinus
- Scarus coeruleus
- Scarus collana
- Scarus compressus
- Scarus dimidiatus
- Scarus dubius
- Scarus falcipinnis
- Scarus ferrugineus
- Scarus festivus
- Scarus flavipectoralis
- Scarus forsteni
- Scarus frenatus
- Scarus fuscocaudalis
- Scarus fuscopurpureus
- Scarus ghobban
- Scarus globiceps
- Scarus gracilis
- Scarus guacamaia
- Scarus hoefleri
- Scarus hypselopterus
- Scarus iseri

- Scarus koputea
- Scarus longipinnis
- Scarus maculipinna
- Scarus niger
- Scarus obishime
- Scarus oviceps
- Scarus ovifrons
- Scarus perrico
- Scarus persicus
- Scarus prasiognathos
- Scarus psittacus
- Scarus quoyi
- Scarus rivulatus
- Scarus rubroviolaceus
- Scarus russelii
- Scarus scaber
- Scarus schlegeli
- Scarus spinus
- Scarus taeniopterus
- Scarus tricolor
- Scarus trispinosus
- Scarus vetula
- Scarus viridifucatus
- Scarus xanthopleura
- Scarus zelindae
- Scarus zufar[1]